# KillaCycle
KillaCycle — це електричний мотоцикл, спеціально збудований для перегонів. Він був збудований невеликою командою механіків під головуванням Біла Дюбе. Протягом 10 років, до грудня 2010 року, це був найшвидший електромотоцикл в світі. Був проданий із аукціону за NZ $ 145 000 (EUR 87 122,62).

## Технічні характеристики
- Вага: 281 кг (619 фунтів)
- Комплект батарей: Комплект літій-залізо-фосфатних батарей, зроблений із 990 A123Systems M1 батарейок, сукупна напруга 374 вольт[2], його вага 79.4 кг. Кількість енергії 27 МегаДжоулів (це приблизно кількість енергії у 572 мл бензину), заряджається за 10 хвилин.
- Двигуни: 2 двигуна моделі L-91 6.7-дюймових на постійному струмі, 2,000 ампер кожен, перемикаються між паралельним і послідовним з’єднанням, дають 2,000 фунтів на фут крутного моменту на задньому колесі.[2]

## Швидкістні характеристики
- Потужність: 260 КВт (350 к.с.)
- 0-60 миль.год: 0.97 с[3]
- 1/4 милі: 7.89 с @ 270.36 км/год (168.00 миль/год)[1]
- Максимальна швидкість: 274 км/год[4]
- Мотоцикл використовує енергії 2.12 МегаДжоуля (0.59 кВт-год), або, приблизно, на 7 центів електроенергії, щоб проїхати чверть милі.[2], така кількість енергії міститься в 65 мл бензину[5].

## Курйоз
У 2007 році Біл, демонструючи свій потужний електромотоцикл журналісту, не розрахував його шаленої потужності і влетів в авто. На щастя, обійшлося без жертв..